# Oskar Hansen
Oskar Nikolai Hansen (ur. 12 kwietnia 1922 w Helsinkach, zm. 11 maja 2005 w Warszawie) – polski architekt fińskiego pochodzenia, teoretyk, malarz, rzeźbiarz, pedagog i projektant wnętrz.

## Życiorys
Syn Hermana Karola oraz Anny Jakolewny (z domu Zetiłow). Ukończył wileńskie Gimnazjum im. Króla Zygmunta Augusta, a następnie Wydział Mechaniczny w średniej Państwowej Szkole Technicznej im. Marszałka J. Piłsudskiego w Wilnie. Po wojnie studiował na Wydziale Architektury Politechniki Warszawskiej (dyplom w roku 1951 u Romualda Gutta). W 1948 wyjechał do Paryża gdzie studiował malarstwo u Fernanda Légera. Tam też praktykował architekturę u Pierre’a Jeannereta.
Od roku 1955 był wykładowcą, a od 1967 profesorem Akademii Sztuk Pięknych w Warszawie (patrz: Zakłady Artystyczno-Badawcze). Jego dydaktyka oraz teorie, zwłaszcza teoria formy otwartej, wywarły ogromny wpływ na jego studentów, m.in. Krzysztofa Bednarskiego, Grzegorza Kowalskiego, Zbigniewa Frączkiewicza, Zofię Kulik, Elżbietę Cieślar, Emila Cieślara, Wiktora Gutta i innych. W 1957 wystawa indywidualna. Uczestnik Sympozjum Plastycznego Wrocław ’70. W 2005 wystawa retrospektywna „Ku formie otwartej”, Zachęta Narodowa Galeria Sztuki (Warszawa).
Był twórcą teorii formy otwartej. Opracował urbanistyczną koncepcję rozwoju miast przyszłości („Linearny System Ciągły” (LSC) i „Forma Ciągła”). Teorie Hansena znajdują zastosowanie w BAS (Bergen School of Architecture) w Bergen w Norwegii założonej w 1983 przez jego ucznia Sveina Hatløya.
Był mężem architektki Zofii Garlińskiej-Hansen, z którą poznał się podczas studiów na Wydziale Architektury. Wiele projektów stworzyli wspólnie. Ojciec Alvara Hansena.
Został pochowany na cmentarzu ewangelicko-augsburskim w Warszawie (aleja 53-1-51).

## Realizacje i projekty
- niezrealizowany projekt przebudowy kina Świat w Warszawie (1950);
- niezrealizowany projekt ratusza dla Warszawy (1952);
- dachy pawilonu polskiego w Izmirze (z Lechem Tomaszewskim), (1955);
- mieszkanie w Warszawie (1955);
- projekt rozbudowy Zachęty (oraz Lech Tomaszewski, Stanisław Zamecznik), (1958);
- niezrealizowany pomnik obozu koncentracyjnego w Auschwitz (1958);
- pawilon na międzynarodową wystawę w São Paulo (1959);
- aranżacja przestrzenna z giętych płyt na II Wystawie Sztuki Nowoczesnej w warszawskiej „Zachęcie” (1958);
- osiedle im. Słowackiego w Lublinie (LSM) (projekt 1960–1963, realizacja 1964–1966);
- osiedle Przyczółek Grochowski w Warszawie (LSC) (oraz Zofia Garlińska-Hansen) (projekt 1963);
- zachodnia część osiedla Torwar (1964–1968)[8]
- dwa budynki przy ulicy Sanockiej na osiedlu Rakowiec WSM w Warszawie (wraz z Zofią Garlińską-Hansen) (1964)[2];
- niezrealizowany projekt muzeum sztuki współczesnej dla Skopje (1966);
- własny dom w Szuminie (1968);
- pomnik na grobie Władysława Skoczylasa;
- pomnik na terenie byłego obozu Dulag 121 w Pruszkowie (1990).

## Ordery i odznaczenia
- Srebrny Krzyż Zasługi (11 lipca 1955)[1]
- Medal 10-lecia Polski Ludowej (19 stycznia 1955)[9]

## Nagrody i wyróżnienia
- Projekt pawilonu na EXPO 1958.
- I nagroda w konkursie na pomnik Oświęcimski.

## Publikacje
Jego dwie książki zawierające obserwacje, koncepcje i teorie zostały wydane pośmiertnie w niewielkim nakładzie jako katalogi towarzyszące retrospektywnej wystawie w Narodowej Galerii Sztuki Zachęta w Warszawie. Od czasu wystawy nie było wznowień.
- Zobaczyć Świat, Warszawa 2005.
- Ku Formie Otwartej, Warszawa 2005.

## Galeria

### Przyczółek Grochowski

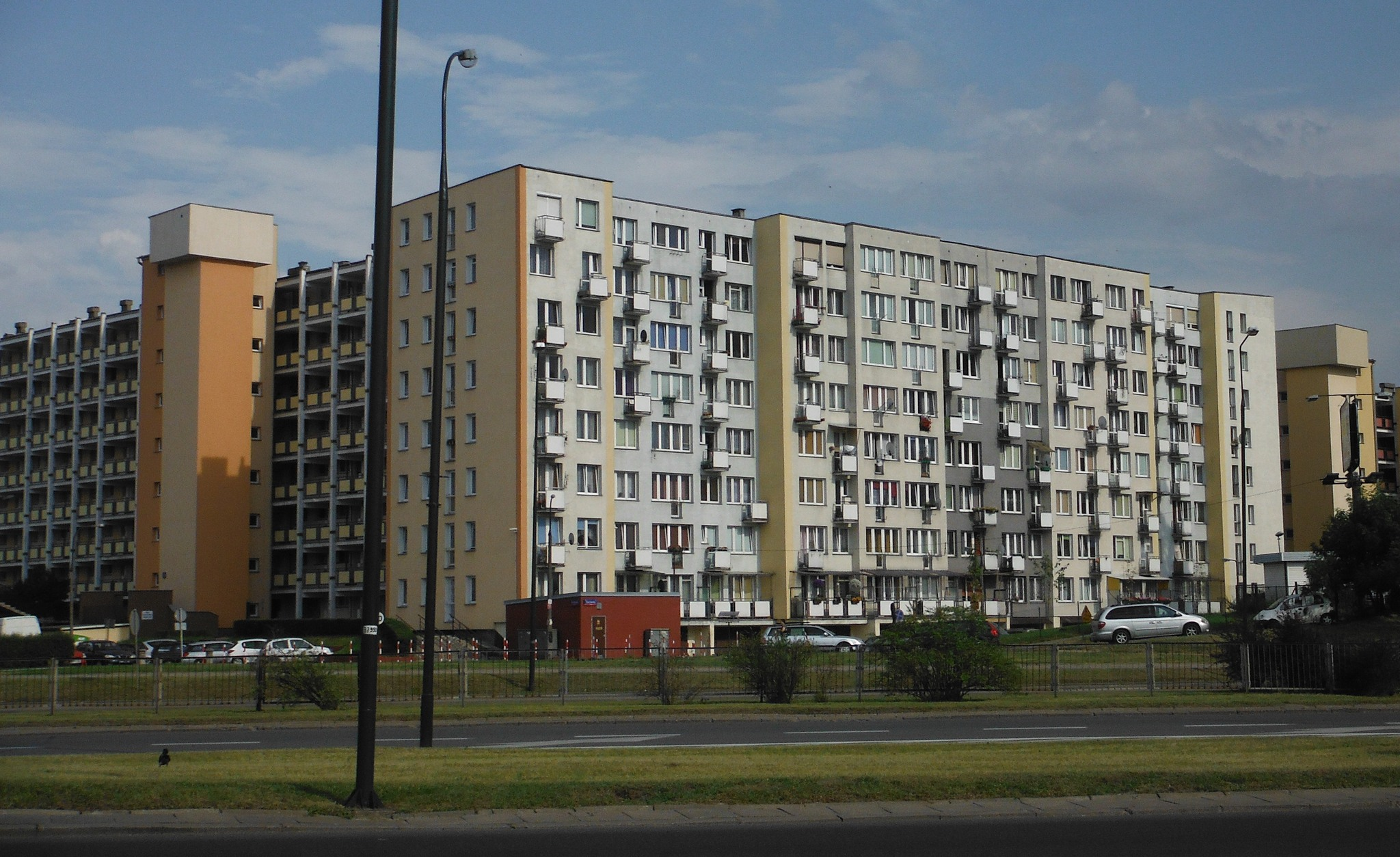
Widok od strony ulicy
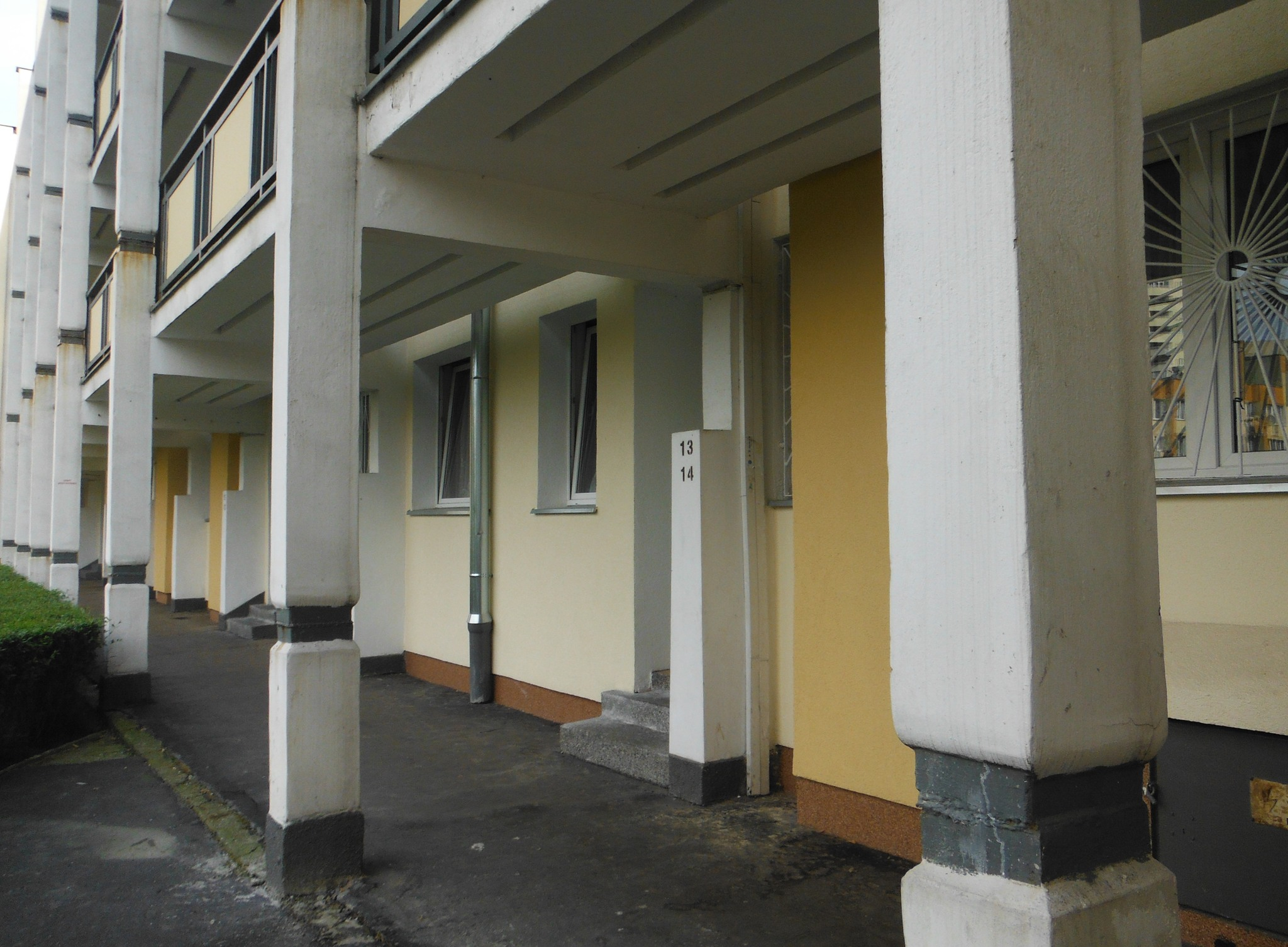
Przyziemia
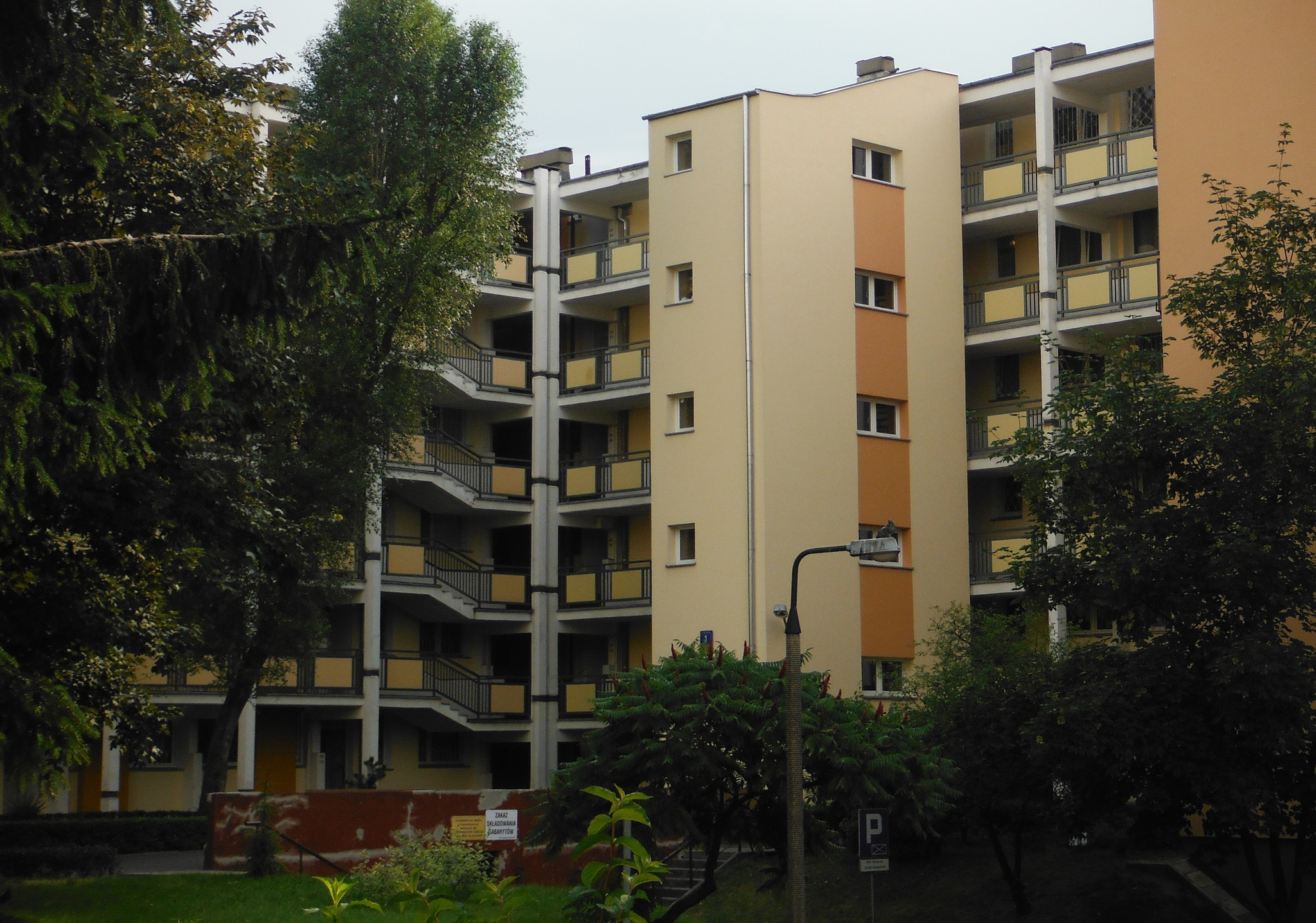
Widok od podwórka
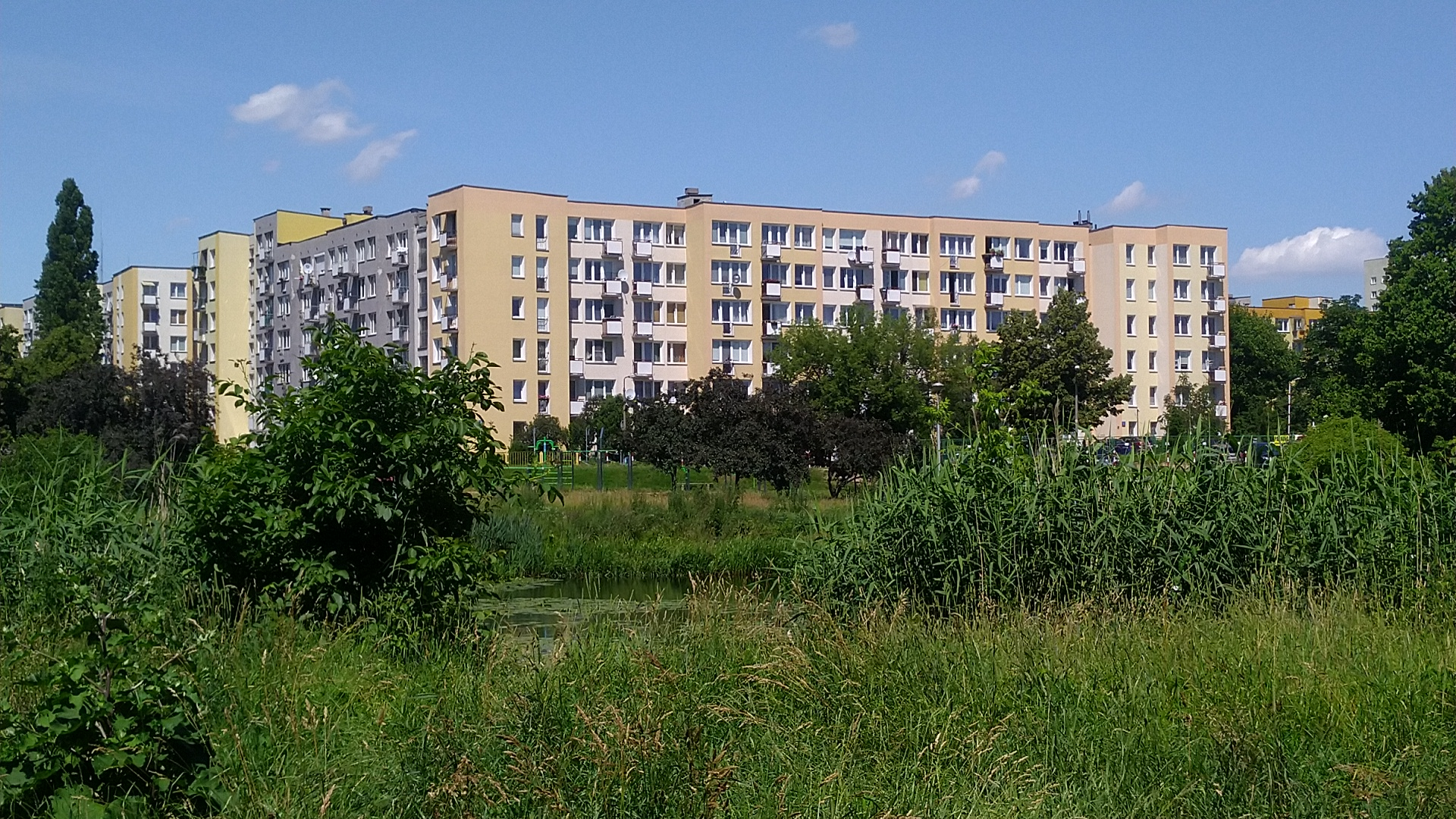
Budynki wraz z terenami zielonymi osiedla
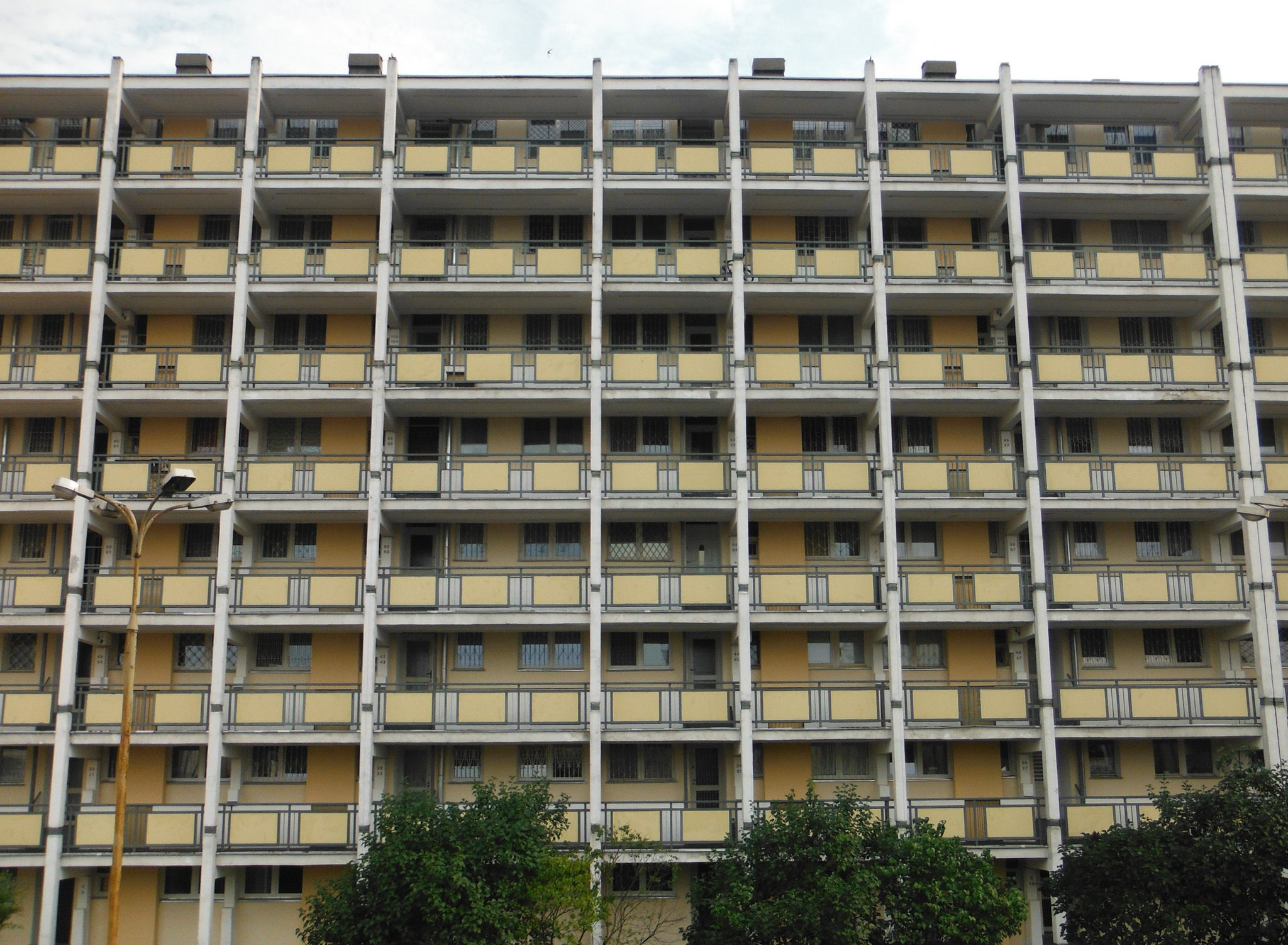
Detale elewacji

### Inne

Światowit (projekt), 1970 Sympozjum Plastyczne Wrocław '70, kolekcja MWW
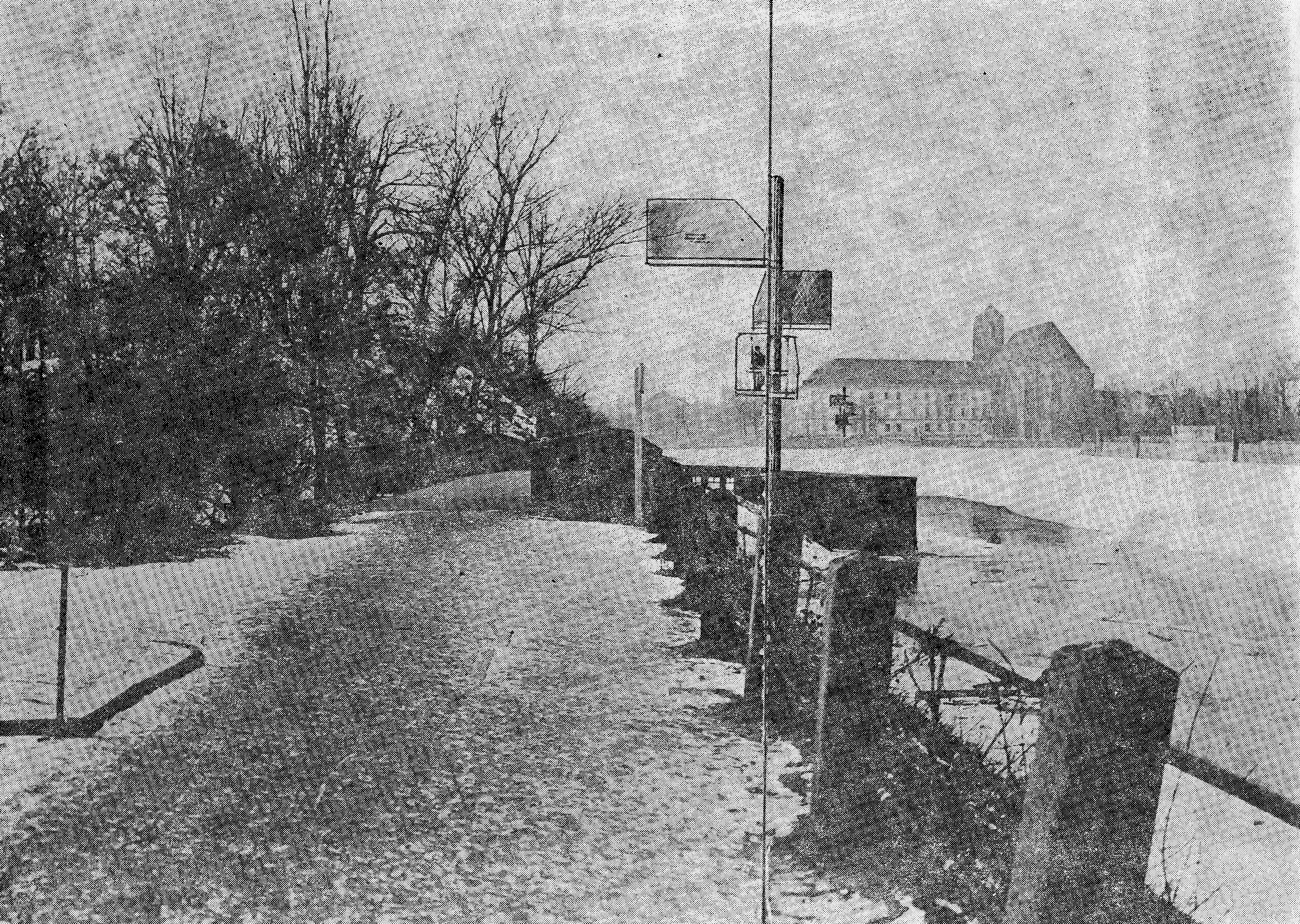
Światowit (projekt), 1970 Sympozjum Plastyczne Wrocław '70.
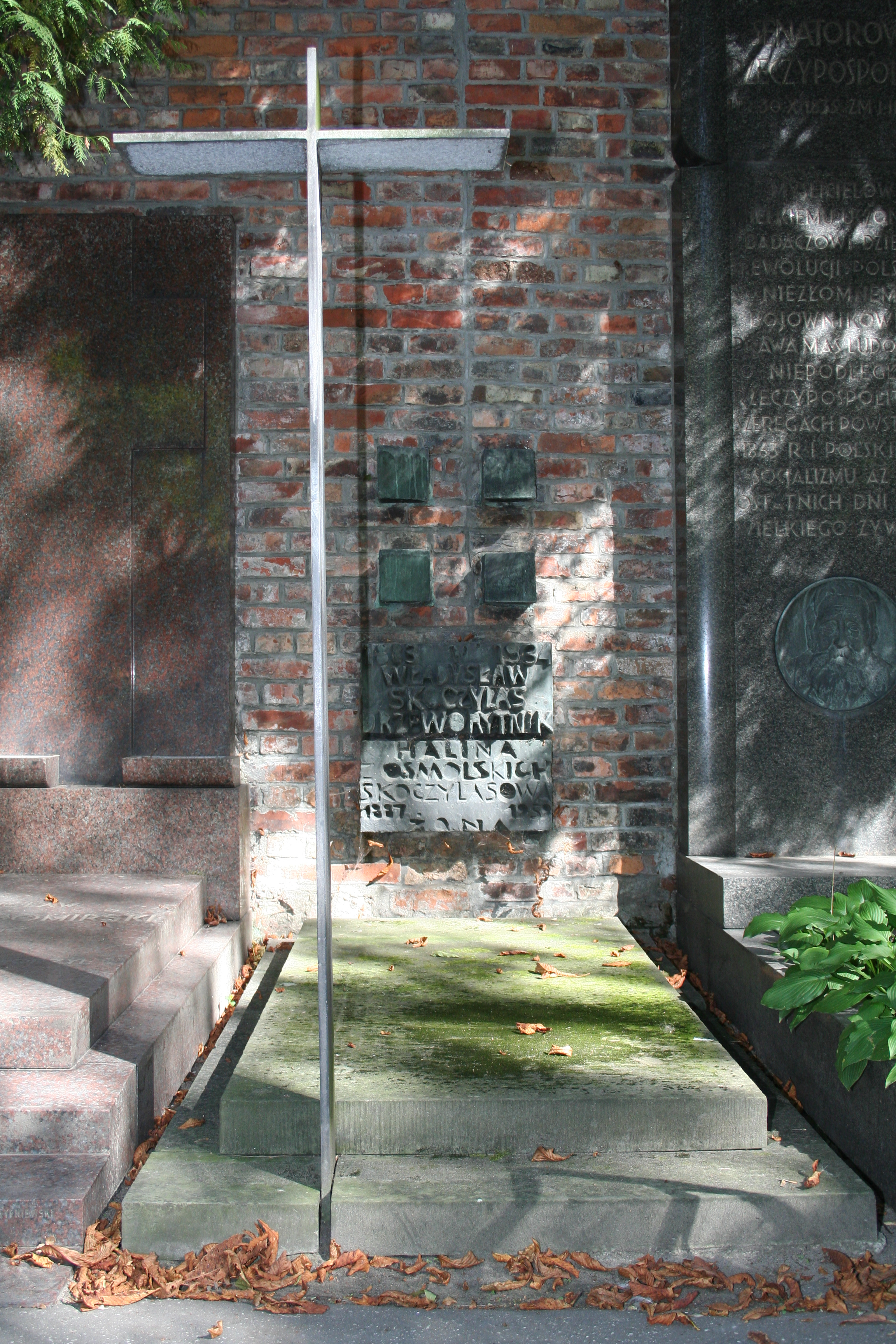
Grób Władysława Skoczylasa na warszawskim cmentarzu Powązkowskim.
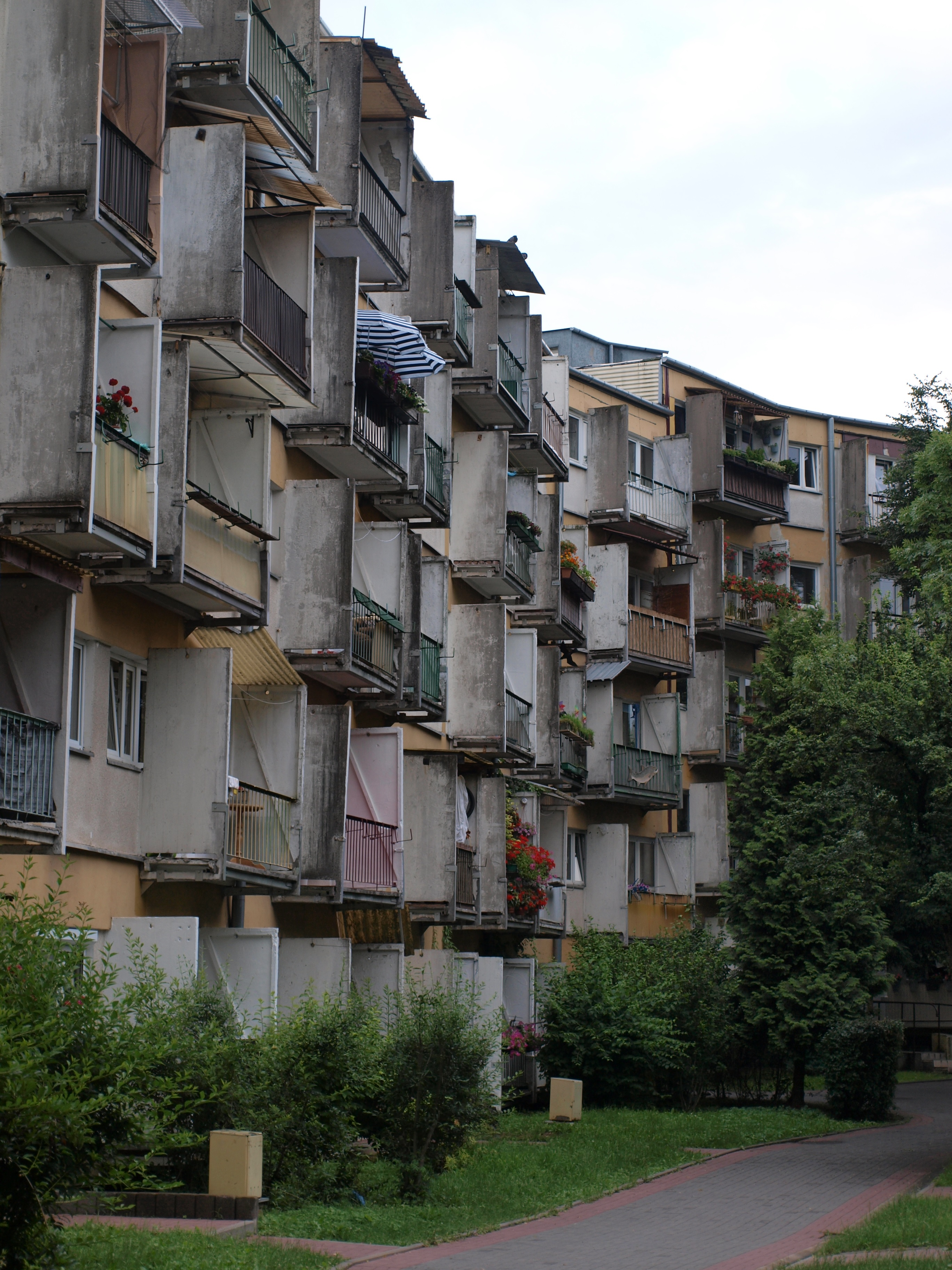
Osiedle Słowackiego w Lublinie